# John Wright (Eishockeyspieler)
John Gilbert Brereton Wright (* 9. November 1948 in Toronto, Ontario) ist ein ehemaliger kanadischer Eishockeyspieler, der im Verlauf seiner aktiven Karriere zwischen 1966 und 1975 unter anderem 127 Spiele für die Vancouver Canucks, St. Louis Blues und Kansas City Scouts in der National Hockey League (NHL) auf der Position des 
Centers bestritten hat.

## Karriere
Wright spielte während seiner Zeit bei den Junioren ab dem Sommer 1966 für die Toronto Marlboros aus der Ontario Hockey Association (OHA), nachdem er zuvor für die York Steel in der Metro Junior B Hockey League (MetJBHL) aktiv gewesen war. Vor seinem festen Wechsel zu den Toronto Marlboros war der Stürmer bereits im NHL Amateur Draft 1966 an der vierten Gesamtposition von den Toronto Maple Leafs aus der National Hockey League (NHL) ausgewählt worden. Wright verbrachte dennoch zwei Spielzeiten bei den Marlboros und gewann mit ihnen im Jahr 1967 das Triple bestehend aus dem J. Ross Robertson Cup, der George Richardson Memorial Trophy und dem Memorial Cup.
Nach einer weiteren OHA-Saison verschlug es das Talent schließlich im Sommer 1968 an die University of Toronto, wo er vier Jahre lang Health and Physical Education studierte. Parallel war Wright in diesem Zeitraum für die Eishockeymannschaft der Universität im Spielbetrieb der Canadian Interuniversity Athletics Union (CIAU) aktiv, mit der er in allen vier Jahren die nationale Collegemeisterschaft in Form des University Cups gewann. Darüber hinaus erhielt der Angreifer zahlreiche individuelle Auszeichnungen, darunter die dreimalige Ernennung zum wertvollsten Spieler der Meisterschafts-Playoffs. Während seiner Zeit an der Universität wurden die Transferrechte an seiner Person im NHL Reverse Draft 1969 zunächst an die Phoenix Roadrunners aus der Western Hockey League (WHL) weitergegeben. Da Wright sich jedoch aufgrund seines laufenden Studiums weigerte, dorthin zu wechseln, blieben seine Transferrechte noch ein weiteres Jahre bei den Maple Leafs, ehe sie sie im NHL Reverse Draft 1970 endgültig an die Vancouver Canucks aus der WHL verloren, da die Canucks zur Saison 1970/71 in die NHL aufgenommen wurden. Zum Abschluss seiner Studienzeit nahm Wright schließlich mit der kanadischen Studentenauswahl an der Winter-Universiade 1972 im US-amerikanischen Lake Placid teil.
Zur Saison 1972/73 wechselte der mittlerweile 23-Jährige in die Organisation der Vancouver Canucks und bestritt in dieser Spielzeit insgesamt 71 Begegnungen, in denen ihm 37 Scorerpunkte gelangen. Auch das folgende Spieljahr begann der Stürmer bei den Canucks, ehe er im Dezember 1973 im Tausch für Mike Lampman zum Ligakonkurrenten St. Louis Blues transferiert wurde. Dort beendete der Offensivspieler das Spieljahr 1973/74 und wurde im anschließenden NHL Expansion Draft 1974 von den Blues ungeschützt gelassen. Somit wurde er von den neu in die Liga aufgenommenen Kansas City Scouts ausgewählt. Wright schaffte jedoch nicht den Sprung in den NHL-Kader und stand somit hauptsächlich im Aufgebot des Kooperationspartners Providence Reds in der American Hockey League (AHL), wo er in 68 Partien 70-mal punktete. Für die Scouts selbst absolvierte er lediglich vier Einsätze. Im Sommer 1975 beendete Wright seine aktive Laufbahn vorzeitig.

## Erfolge und Auszeichnungen
| - 1967 J.-Ross-Robertson-Cup-Gewinn mit den Toronto Marlboros - 1967 George-Richardson-Memorial-Trophy-Gewinn mit den Toronto Marlboros - 1967 Memorial-Cup-Gewinn mit den Toronto Marlboros - 1969 University-Cup-Gewinn mit der University of Toronto - 1969 CIAU Playoff-MVP - 1969 CIAU All-Canadian Team - 1969 OUAA First All-Star Team - 1970 University-Cup-Gewinn mit der University of Toronto | - 1970 CIAU Playoff-MVP - 1971 University-Cup-Gewinn mit der University of Toronto - 1972 University-Cup-Gewinn mit der University of Toronto - 1972 CIAU Playoff-MVP - 1972 CIAU All-Canadian Team - 1972 OUAA First All-Star Team - 1994 Aufnahme in die University of Toronto Athletics Hall of Fame |

## Karrierestatistik
(Legende zur Spielerstatistik: Sp oder GP = absolvierte Spiele; T oder G = erzielte Tore; V oder A = erzielte Assists; Pkt oder Pts = erzielte Scorerpunkte; SM oder PIM = erhaltene Strafminuten; +/− = Plus/Minus-Bilanz; PP = erzielte Überzahltore; SH = erzielte Unterzahltore; GW = erzielte Siegtore; 1 Play-downs/Relegation; Kursiv: Statistik nicht vollständig)